# Samsung Galaxy A10e
Samsung Galaxy A10e es un teléfono inteligente Android fabricado por Samsung Electronics como una variante más económica del Samsung Galaxy A10. Se anunció en julio de 2019 y se lanzó en agosto de 2019. Viene con Android 9 (Pie) con la primera versión de Samsung de One UI. Es el predecesor del Samsung Galaxy A20e.

## Especificaciones

### Hardware
El Samsung Galaxy A10e está equipado con una pantalla táctil capacitiva PLS TFT de 5,83 pulgadas con una resolución de 720x1560 (~295 ppi). El teléfono en sí mide 147,3 x 69,6 x 8,4 mm (5,80 x 2,74 x 0,33 pulgadas) y pesa 141 gramos (5,0 oz). Está alimentado por el SoC interno Exynos 7884 de Samsung con una CPU octa-core (2x1.6 GHz Cortex-A73 y 6x1.35 GHz Cortex-A53) y una GPU Mali -G71 MP2. Viene con 32 GB de almacenamiento interno que se puede expandir hasta 512 GB a través de la ranura para tarjetas microSD y 2 GB o 3 GB de RAM (según el modelo). El teléfono tiene una batería no extraíble de 3000 mAh.

### Software
El Samsung Galaxy A10e viene con One UI 1.1 sobre Android 9 (Pie), actualizable a One UI 3.0 sobre Android 11.